# サリサイド
サリサイドとは、半導体デバイスと配線構造との間の電気的接触を作るためマイクロエレクトロニクス産業で使われる技術のこと。サリサイドプロセスはデバイスの活性領域での金属薄膜とシリコンとの反応であり、アニーリングやエッチングプロセスによって最終的に金属シリサイド接触が形成される。サリサイド("salicide")とは、自己整合シリサイド(self-aligned silicide)を短縮した言葉である。ポリサイドなどの自己整合でない技術とは違い、自己整合プロセスでの接触形成は露光パターニングプロセスを必要としない。サリサイドという言葉は「チタンサリサイド」といったように接触形成プロセスで作られる金属ケイ化物を指すときにも用いられるが、これは化学で使われている命名法とは整合していない。化学におけるサリサイドとは、例えばカリウムサリサイドなどサリシンの化合物のことを指す。

## コンタクト形成

サリサイドプロセス

サリサイドプロセスは、完全に形成されパターニングされた半導体デバイス(例えばトランジスタなど)の上に遷移金属薄膜を堆積することから始まる。遷移金属と半導体デバイスの活性領域(ソース、ドレイン、ゲート)で露出したシリコンとがウェハーが加熱されることで反応し、電気抵抗の小さい遷移金属シリサイドが形成する。遷移金属はウェハー上の二酸化ケイ素や窒化ケイ素などの絶縁体とは反応しない。この反応の後、残った遷移金属は化学エッチングによって除去され、デバイスの活性領域にのみシリサイド接触が残る。十分に集積化できる製造プロセスはより複雑で、アニール、表面処理、エッチングプロセスが加わる。

### 化学
サリサイド技術で使われる遷移金属はチタン、コバルト、ニッケル、白金、タングステンである。シリサイドプロセス開発の大きな課題は、金属とシリコンとの反応で形成される化合物の制御である。例えばコバルトはシリコンと反応してCo2Si、CoSi、CoSi2などの化合物が生成する。しかしCoSi2だけが有効な電気接触を作るために十分に低い抵抗を持つ。
いくつかの化合物では、望まれた電気抵抗の大きい相は熱力学的に安定で無いことがあり、例えば電気抵抗の小さいC54相に対してC49-TiSi2は準安定である。

## その他の検討事項
プロセス統合のその他の課題は特にゲートの下の側面成長であり、これはデバイスの短絡を起こす。